# Ristorante Belvedere

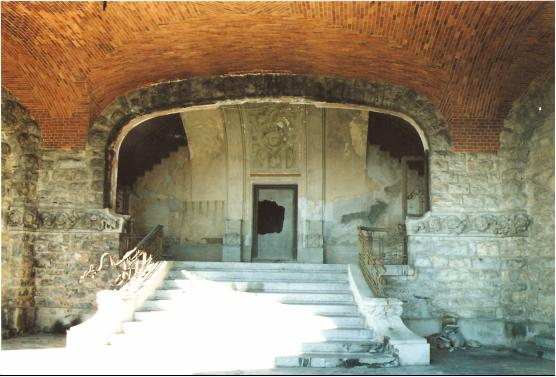
L'ingresso principale del ristorante come si presenta oggi

Il ristorante Belvedere, situato a 1027 m s.l.m. sul monte Campo dei Fiori, a Varese, è un esempio di architettura liberty.

## Storia
Il ristorante fu progettato contestualmente al Grand Hotel e alla funicolare da Giuseppe Sommaruga nel 1910, per conto della Società Grandi Alberghi di Milano, e costruito entro il 1911, pochi giorni dopo il completamento della funicolare Vellone-Campo dei Fiori, nell'attesa che fosse pronto l'albergo.
Il ristorante divenne famoso, oltre che per l'ottima cucina, per la vista mozzafiato di cui si godeva dal grande salone semicircolare, che pare quasi proiettato a strapiombo sulla valle. Tuttavia, verso il 1968, il ristorante chiuse, a causa del ridimensionato flusso turistico nel Varesotto, e fu lasciato andare in rovina.

## Struttura

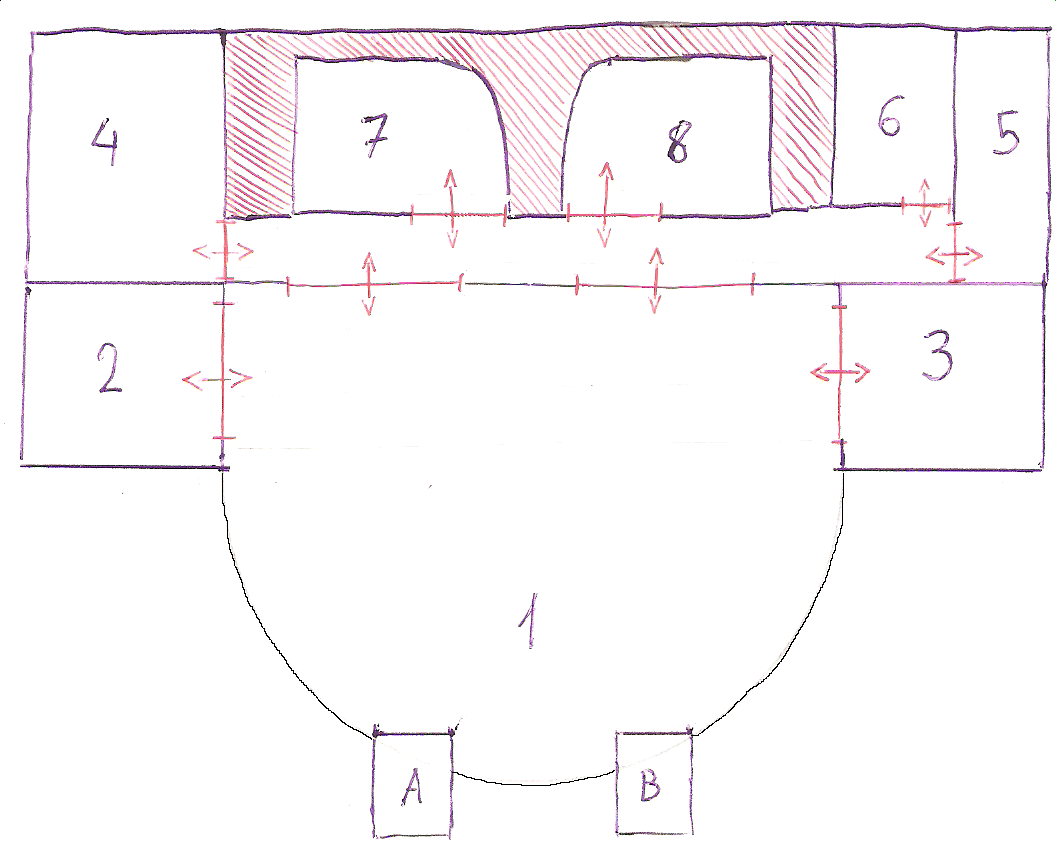
Pianta del secondo piano dell'edificio:
1: Salone panoramico a strapiombo; 2: Sala blu; 3: Sala rossa;
4: Sala camerieri; 5: Toilette; 6: Scala per la mansarda; 7,8: Scale d'ingresso; A,B: Contrafforti della facciata; Frecce rosse: Porte/scale; Zona in rosso: Muro.

Il ristorante si raggiunge con il medesimo sentiero che conduce all'albergo: superato il suddetto e la vecchia funicolare, ecco apparire l'edificio, che è diviso in due parti: una, addossata alla montagna, a parallelepipedo, un'altra, a semicerchio, che è un solo grande salone, e che appare quasi protesa sulla valle, sorretta solo da due contrafforti. Sotto il portico creato dal salone, vi è l'ingresso principale, raggiungibile mediante due scale simmetriche (una per lato), oggi recintate.
Da notare all'esterno la pesante decorazione lapidea e le ringhiere, opera di Alessandro Mazzucotelli, all'interno il fregio dipinto che adorna l'ingresso e i controsoffitti a graticcio delle Sale rossa e blu (vedi pianta).
Vi è altresì un ingresso superiore, raggiungibile da un sentiero che parte davanti alla facciata del Grand Hotel, e che sbocca nella Sala blu.